# Точка Лагранжа (Дискавері)
Точка Лагранжа (Lagrange Point) — шістдесят четвертий епізод американського телевізійного серіалу «Зоряний шлях: Дискавері» та 9-й у п'ятому сезоні. Епізод написав Джонатан Фрейкс, режисура Шона Кокрана й Арі Фрідмана. Перший показ відбувся 23 травня 2024 року.
Після того, як Молл і Бріни захопили таємничу споруду, яка містить силу Прародителів, капітан Бернем повинна очолити таємну місію, щоб повернути її. Перш ніж Брін зрозуміє, як силу використовувати.

## Зміст
З букетом квітів Сару переміщається на борт USS «Federation», де помічає велику активність, перш ніж його вітає Т'Ріна. Сару дарує квіти як подарунок від планети Елпанах. Сару запитує Т'Ріну про активність навколо і занепокоєння, яке він бачить у її поведінці. Т'Ріна пояснює — Сару був у дорозі зі своєї дипломатичної місії, і було визнано найкращим почекати та сказати йому безпосередньо. USS «Discovery» зіткнувся з кораблем Брінів і отримав пошкодження, але без втрат. Однак ситуація ускладнилася, і президентка Ріллак скликала надзвичайну нараду.
На нараді Ріллак оголошує — примарх Рун мертвий, його вбила Молл. Новина поширилася швидше, ніж очікувала Федерація, решта п'ять Примархів дізналися про це протягом кількох годин. Повернувшись із планет поблизу кордону Брінського простору, Сару попереджає — наслідки розвитку подій можуть викликати паніку. Ріллак каже Сару, що їм доведеться впоратися з цим іншого дня, оскільки Федерація має нагальніші проблеми. Т'Ріна пояснює — розвідувальні дані вказують, що одна із п'яти Примархів, Тахал, має намір захопити солдатів Руна, щоб посилити шанси на трон Імперії Брінів. Тахал мобілізувала флот, щоб переслідувати дредноут Руна, який уже прямує до місця розташування технології Прародителів, куди також відправиться «Дискавері», коли корабель буде усунено.
«Дискавері» має захистити технологію та відійти до того, як прибуде Тахал. Якщо Тахал дізнається, що вони шукають, то не відпустить цього. Сару зазначає — «Дискавері» ледь уникнув одного дредноута Брінів, і вони б не витримали протистояння з усім флотом Тахал. Чарльз Венс мобілізує всі кораблі в секторі, більшість з них не встигають допомогти. Офіцер повідомляє — дредноут Молл щойно вийшов із трансварпового каналу. Через 15 хвилин дредноут буде в координатах технології Прародителів. Ріллак наказує Сару повідомити «Дискавері» — їм потрібно негайно рухатися.
Майкл щойно отримала новину від Сару, який вірить, що вона знайде спосіб досягти успіху. Сару запевняє Бернем — він і Зоряний Флот зроблять усе можливе, щоб запобігти приєднанню Тахал та її флоту до конфлікту. Бернем дякує Сару. Майже завершено з ремонтом, і незабаром вони будуть у дорозі. Сару закликає триматися в безпеці, а Бернем жартує — вона це зробить, тому що має бути на на весіллі.
Бернем повідомляє Рейнеру — потрібно йти, тому що Молл і Брін майже на місці. Рейнер помітно стривожений, дізнавшись, що Тахал також може бути там. Він повідомляє, що основні системи живлення та допоміжні знову ввімкнені, ліва гондола повністю функціонує, а права майже готова, ремонт щитів триває. Однак споровий двигун — це інша історія.
Стамец пояснює, що вони можуть стрибнути, але без гарантії, що «Дискавері» прибуде саме туди, де треба. Адіра пояснює — навігаційна система була пошкоджена під час нападу Руна, і Букер допомагає, незважаючи на болі. Бук пояснює, що Калбер підправив його, а він не міг просто сидіти й нічого не робити. Стамец був б набагато впевненішими у своїй точності прибуття, якби вони мали ще півтори години. Однак їм потрібно стрибнути прямо зараз, і Стамец повинен зробити все можливе.
Координати встановлені, а сканування на великі відстані нечіткі, і точка призначення знаходиться в зоні гравітаційної турбулентності, тому «Дискавері» доведеться бути обережним. Бернем наказує екіпажу підготуватися до стрибка та жорсткого прибуття. Бріни, можливо, вже на місці, тому їм потрібно стежити. Корабель стрибає до координат технології Прародителів.
Вийшовши зі стрибка, «Дискавері» відчуває сильні струси, і Бернем оголошує червону тривогу. Стамец наблизився якомога ближче до точки прибуття. Рейнер помічає гравітаційні спотворення, а Тіллі розуміє — корабель приземлився в акреційному диску чорної діри. Аша вважає, що вона повинна бути в змозі вивести їх на потрібну відстань, «Дискавері» постійно втягується, що її дуже бентежить. Бернем вимагає більше потужності, а Стамец наказує відкрити плазмові інжектори та тримати їх заблокованими на повну. Адіра пропонує скасувати маскування та вказує Букеру, куди йти. Стамец повідомляє — він віддає містку все, що має, якщо вони не витягнуть маскування. Рейнер вважає, що вони не можуть ризикувати скинути прикриття. Гравітаційна сила все ще занадто сильна, і Тіллі з'ясовує чому: це не одна чорна діра, а подвійна система з двох первісних чорних дір. Тіллі наказує наблизитися до іншої чорної діри — «Дискавері» може використовувати силу тяжіння, щоб просуватися, чого разом із двигунами має бути достатньо для втечі. Корабель продовжує сильно тремтіти, а Зора попереджає — виявлено значні гравітаційні зсуви. «Дискавері» звільняється від гравітації чорної діри.
Ріс повідомляє, що вони, здавалося б, обійшли дредноут, але Рейнер попереджає, що це не так багато. Координати цілі знаходяться приблизно за 60 000 кілометрів, Бернем наказує встановити курс. Координати знаходяться в точці Лагранжа двох чорних дір — технологія Прародителів перебувала в гравітаційній рівновазі відтоді, як чорні діри були розміщені туди. Оскільки первісні чорні діри передували всьому іншому в галактиці Чумацький Шлях — відповідно їх туди перемістили. Джемісон виявляє велику циліндричну структуру в точці Лагранжа. Спектральний аналіз показує, що він складається зі сплаву, непроникного для сканування. Якби «Дискавері» був трохи далі, вони б навіть не знали, що споруда там. Споруда була створена приблизно 800 років тому. Бернем припускає — вона була побудована в той час, коли вчені проклали слід, щоб приховати технологію Прародителів. Оскільки технологія Прародителів повинна бути всередині, Бернем вважає, що вони повинні отримати її на борту. Однак дредноут Руна прибуває з варпу та захоплює конструкцію за допомогою притягуючого променя, і «Дискавері» не може перешкодити. Команда збирається знайти спосіб повернути реліквію.
Бернем, Рейнер, Адіра, Букер, Стамец і Тіллі вивчають скан конструкції. Молл тримає конструкцію всередині відсіку для човників. Тіллі висвітлює — невеликий отвір доступу на конструкції, для якої зібрана карта підказок, яка зараз є у Молл, є замковою щілиною. Поодинці недостатньо, щоб отримати доступ до технології Прародителів. ШІ в «Лабіринтах» сказав Майкл, що всередині буде ще одна перешкода. У Бернем є інформація від ШІ про те, як її перемогти, якої Молл не має, а це фраза: «обери форму одного серед багатьох». Хоча Бернем ще не знає, що це означає, вона вірить, що це матиме сенс, коли прийде час. Бук зазначає — мають перевагу в тому, що Бріни вважають їх мертвими, це виграє «Дискавері» деякий час.
Їхні варіанти обмежені. Щоб отримати конструкцію, «Дискавері» потрібно буде її вилучити. Але вони не можуть зробити це, не знявши спершу щити дредноута. «Дискавері» буде знищено до того, як вони наблизиться до відсіку для човників. Адіра пропонує використовувати транспортний шлюз. Якщо вони прикріплять транспортний замок до конструкції, «Дискавері» зможе зафіксувати та миттєво вилучити його, щойно щити дредноута опустяться. Вони не зможуть цього зробити, якщо не піднімуться на борт корабля Брінів. Бернем вважає — це те, що їм доведеться зробити, і починає викладати свій план. Дані сканування «Discovery» під час зіткнення з Брінами в Архіві показують, що є розрив у покритті щита біля вихлопного отвору корабля. Вони можуть використати цю слабкість. Команда «Альфа» піде на місток і зламає блокування, щоб зняти щити корабля, а загін «Браво» піде до човникового відсіку, де вони знайдуть спосіб прикріпити транспортний замок до конструкції. Коли транспортний замок буде прикріплено, команда «Альфа» скине щити.
Букер вважає план божевільним, але він може спрацювати, і це єдиний варіант. Бук буде пілотом команди. Однак навіть якщо вони зможуть увійти, програмний код Брінів є подвійного коду, який неймовірно складно зламати. Адіра наполягає — вони можуть впоратися, оскільки вона проаналізувала код, що стоїть за технологією тунелювання Брінів. Стамец змушений визнати, що він не буде таким швидким, як Адіра, і це стане вирішальним під час проникнення. Тіллі підтримує Адіру, а Бернем долучає їх до «Альфа»-команди з Рісом для забезпечення безпеки. Бернем і Букер складатимуть команду «Браво», Рейнер буде командувати «Дискавері». Тіллі приймає прохання Рейнера виконувати обов'язки його першого офіцера. Майкл створила рефрижераторні костюми для команди, щоб вони могли пересуватися на видноті. Культура Брінів є жорстко ієрархічною, тож вони виглядатимуть належним чином і не привертатимуть до себе уваги.
Молл скидає карантинне поле навколо конструкції та запитує Арісара, чи є спосіб дізнатися, що всередині. Вчені повідомляють, що металевий склад унеможливлює внутрішнє сканування. Їм доведеться відкрити його, і Молл дає Арісару зібрану карту, яку він доручає одному з інших Брінів вставити в замкову щілину. Кільця навколо замкової щілини блимають кілька разів, і конструкція відкривається, видно яскраве світло всередині. Солдат підходить до світла, і його раптом затягує всередину. Вчений, який переходить на стандарт Федерації на вимогу Молл, вказує, що солдат більше не реєструється на сканах. Структура виглядає як позавимірний портал, але куди він веде — невідомо. Молл здогадується — технологія Прародителів має бути з іншого боку, і Арісар пропонує їй повернутися на місток, доки вчені не визначать, чи безпечно для неї заходити туди. Молл передає тіло Л'ака в портативний буфер обміну, який зберігатиме тіло, доки його не оживлять.
Адіра ходить коридорами «Дискавері» зі Стамецом і Калбером та нервує, вона ніколи раніше не вирушала на таку важливу місію. Стамец каже Адірі, що пишається ними, але він також дуже нервує. Зора кличе Адіру до човникового відсіку, і вони вилітають.
Виїзна команда готова до запуску, а бригада містка готується. Тіллі зауважує лейтенанту Крістоферу — Рейнер ніколи не сидить у кріслі капітана. Що Крістофер підтверджує — всі помітили, що Рейнер уникає цього, як чуми. Замаскований човник запускається та наближається до точки входу. Бернем пояснює, що висока температура замаскує їхні сигнали транспортера, хоча щити залишатимуться при цій температурі лише близько 60 секунд, після чого шатл загориться. Адіра повідомляє, що вони входять у вихлопне поле, і Букер запускає таймер. Вихлопні поля виявилися більшими, ніж очікував Букер. Приблизно через 40 секунд вони готові до передачі, але їхній радіус транспортування обмежений і видно дві життєві ознаки Брінів. Комп'ютер сповіщає про неминучу ліквідацію корпусу за десять секунд. Не маючи вибору, Бернем наказує команді надіти шоломи, і вони вилітають перед тим, як шатл вибухне.
Команда прямує в коридор на дредноуті саме тоді, коли двоє охоронців звертають за ріг у їхньому напрямку. Костюми починають перекладати мову Брінів у реальному часі — один з охоронців вимагає, щоб вони пояснили свою присутність. Бернем кричить, називаючи їх жалюгідними черв'яками та вимагаючи знати, хто поставив транспортер, оскільки це неправильний сектор. Бернем одягає охоронців для спостереження, називаючи їх жалюгідними та безчесними, що викликало б огиду у Спадкоємця. Майкл наказує охоронцям вести патрулювання, і вони, покарані, відходять. Ріс вражений обманом Бернем, і Майкл іронізує. Команди «Альфа» та «Браво» розділяються для виконання своїх місій.
У штаб-квартирі Федерації Ріллак надсилає повідомлення Тахал, намагаючись змусити її до спілкування. Повідомлення було отримано, як і попередні, Тахал не відповідає. Т'Ріна припускає — це тому, що Примарх вирішила ігнорувати їх. І пропонує відправити USS «Mitchell», використовуючи його траєкторію, щоб перехопити флот Тахал. Ріллак відмовляється, оскільки раптова поява зорельота Федерації може бути сприйнята як акт агресії. Сару пропонує надіслати відносно нешкідливий шаттл. Хоча шаттл не міг би віддалено задіяти весь флот Тахал, він міг би змусити до діалогу. Ріллак хвилюється, що цей жест може бути неправильно зрозумілий, але Сару зазначає — якщо вони хочуть допомогти «Дискавері», це їхній найкращий варіант. Аташе Мія Грір попереджає Ріллак — якщо спроба зазнає невдачі, Федерація потребуватиме її тут, щоб домовитися з Брінами. Ріллак вирішує послати делегата, щоб виступити від її імені, і Т'Ріна пропонує скласти список відповідних кандидатів. Сару втручається, щоб зголоситися піти сам. Ріллак погоджується, наказуючи Сару розпочати підготовку до негайного від'їзду, поки президент повідомить Венса. Не сказавши жодного слова, Т'Ріна також йде.
На дредноуті маскування Бернем та Букера продовжує діяти, але вони зустрічають солдата, який запитує, чи приєднуються вони до «sarkaress» — слова цього немає в базі даних перекладачів. Бернем припускає, що це свято Брінів, і відповідає — звичайно, вони приєднаються. Охоронець відходить, і вражений Букер дякує за досвід Бернем з ксеноантропології. Букер визнає, що з Бернем щось сталося, і вона відводить його вбік. Майкл пояснює — поки вона була в «Лабіринті», їй довелося подивитися на деякі речі про себе та їхні стосунки. Бернем зізнається, що відчувала — зазнала невдачі, і їй було легше відвернутися. Бернем просить вибачення, а Букер визнає, що зробив те саме, і теж просить вибачення. Помітивши велику групу брінських солдатів, вони ховаються, а потім продовжують рух.
На містку Арісар повідомляє Молл — вчені не змогли визначити, що знаходиться всередині порталу. Вчені вважають, що єдиний спосіб отримати дані — відправити всередину когось із належним обладнанням. Молл доручає Арісару надіслати найбільш довіреного солдата. Майкл наказує Рісу і Адірі знайти консоль і приступити до роботи. Ріс впізнає солдата найнижчого рангу за символом на руці і різко наказує звільнити відсік, поки вони виправляють несправність, Адіра незграбно каже, що це наказ. Після того, як солдат пішов, Адіра починає зламувати системи щитів. Бернем повідомляє, що вони з Букером повинні бути в шаттловій станції приблизно за п'ять хвилин. Рейнер підтверджує, що «Дискавері» готовий передати всіх і структуру, коли щити впадуть, а Стамец буде готовий стрибнути.
Рейнер перевіряє різні станції, які повідомляють, що прикриття залишається на 100 %, щити діючі, і немає ознак сканування з дредноута, всі тактичні системи озброєні та готові. Тахал і її флот знаходяться менше ніж за дві години польоту. Постійне крокування Рейнера змушує всіх нервувати, Тіллі намагається переконати його зайняти крісло капітана. Рейнер каже Тіллі, що він попросив її стати його Номером один сьогодні, тому що вона до біса розумна. Тіллі досить ефективно замовкла.
Бернем і Букер доходять до дверей шаттлового відсіку, який охороняють двоє брінських солдатів. Вчений використовує сканування, щоб пройти крізь двері, а Букер намагається зробити те саме. Але вмикається сигнал тривоги. Охоронці кажуть Букеру, що йому не дозволено проникнути, і наказують йти геть. Букер бреше, що їм наказали доповісти сюди, але охоронці залишаються незворушними. Імпровізуючи, Бернем кричить на Букера за те, що він знову не заповнив свої форми допуску, і між ними починається суперечка, яка ставить їх між двома охоронцями. Бернем і Букер нападають на охоронців. Схопивши одного, вони використовують його, щоб обійти сканування на дверях човникового відсіку, перш ніж сховати тіла та увійти у відсік.
Бернем і Букер спостерігають, як Брін посилає солдата, прикріпленого до кабелю, у портал, який зникає з криком. Бернем здогадується — портал веде до технології Прародителів, коли Бріни знову піднімають карантинне поле навколо конструкції, яке їм доведеться опустити, щоб вивести його. Букер бачить коробку, з якої поле отримує енергію, і якщо вони вимкнуть живлення, поле впаде. Бернем змінює свій костюм, щоб показати, що вона є членом наукового відділу, і каже Букеру відволікати увагу. Бернем використовує невеликий пристрій, щоб вимкнути джерело живлення, Букер незграбно говорить з солдатом, щоб відволікти увагу, що дуже потішило Бернем.
На містку Адіра рубає щити дредноута, готова скинути їх за наказом. Молл розлючена, що солдата не вдалося витягнути назад. Арісар починає пояснювати, його перериває повідомлення про те, що охоронці відсутні на своїх постах за межами човникового відсіку. Молл наказує повністю заблокувати відсік із перевіркою всіх облікових даних. Ріс попереджає Бернем про розвиток подій, коли в усьому відсіку лунають сигнали тривоги, а солдати розташовуються біля споруди.
Сару вивчає розвіддані про Тахал, входить Т'Ріна з новиною, що його шатл готовий. Т'Ріна наказала передати Сару всі відповідні файли розвідки про Тахал. Т'Ріні шкода, що Сару щойно повернувся, і повинен знову піти. Сару знає, що вона цього не хотіла, і Т'Ріна запропонувала скласти список під час зустрічі, щоб захистити його. Вона боялася, що Сару вагатиметься ризикувати. Сару визнає, що вони обоє обрали життя для служіння, і збалансувати це з любов'ю не буде легко, але вони принаймні можуть протистояти разом. Т'Ріна просить Сару повернутися.
Спостерігаючи дедалі більше солдатів біля споруди, Букер попереджає Бернем. Проте Майкл потрібно ще кілька хвилин, щоб опустити карантинне поле. Рейнер пропонує ризиковану ідею, але Бернем каже просто зробити це — вона йому довіряє. Ніщо так не привертає увагу, як небажаний гість, особливо той, якого вважають мертвим — Рейнер каже Крістоферу вітати дредноут. Молл починає спускатися до відсіку для човників, щоб особисто побачити екіпаж, дредноут отримує виклик від «Дискавері», що її дуже вразило. Арісар підтверджує, що це справді «Дискавері», який вижив, і Молл наказує привести корабель у стан збройної тривоги.
Молл відповідає, Рейнер каже, що Бернем булп убита під час попередньої атаки. Молл захищається — все, що трапилося, це не вона чи екіпаж, а радше Рун. А Молл володіє технологією Прародителів. Рейнер заявляє, що їй потрібна їхня допомога — примарх Тахал збирається забрати дредноут і всіх солдатів на ньому. Арісар наказує перевірити далекобійне сканування, і Рейнер попереджає, що він знає з власного досвіду — Тахал стежитиме за ними. Тахал не здасться, але якщо Молл віддасть їм технологію, Федерація захистить її. Молл перериває зв'язок. Бернем повідомляє, що вона майже закінчила.
Майкл успішно відключає карантинне поле, і вони з Букером прикріплюють транспортний замок до конструкції. Перш ніж вони встигають вилучити конструкцію, прибуває Молл з кількома солдатами і бере їх у полон. Знявши транспортний замок, Молл наказує парі позбутися шоломів і жартує, що Бернем все-таки не така мертва, побачивши її обличчя.
Рейнер повідомляє Рісу й Адірі, що команду «Браво» схоплено. Ріс підтверджує, що їхня позиція поки що безпечна. «Дискавері» потрібно вивести всіх, і їм доведеться знайти інший спосіб отримати структуру. Комунікації Бернем все ще діють, і вона дасть їм знак, коли буде готова. Молл висловлює належну повагу команді та запитує, як вони потрапили на борт. Букер каже, що хороший кур'єр ніколи не розкриває секретів. Молл відкидає пропозиції Бернем і наказує кинути їх на бриг та відправити корабель на варпі до того, як сюди прибуде Тахал. Рейнер готується вивести всіх, Бернем дивиться на поле стримування над відсіком для човників і має ідею. Майкл зупиняє Молл, заявляючи, що вона ще не мала можливості отримати свій напій «осікод», що Рейнер розуміє — Бернем намагається надіслати йому повідомлення. Бернем пригадує, коли вони з Молл вперше зустрілися, то вона вперше була на борту корабля Молл і Л'ака. Молл наказує солдатам кинути Бернем і Букера в тюрму, обіцяючи висадити їх кудись, коли вони залишаться без переслідування.
Рейнер розуміє, що Бернем хоче від екіпажу, і наказує Адірі приготуватися опустити щити — їм знадобиться доступ до відсіку для човників. Рейнер дає Стамецу 2 хвилини, щоб з'ясувати, як прорватися через поле стримування човника, не знищивши себе при цьому. Тіллі зазначає — це призведе до вибуху вмісту човникового відсіку, включно з Бернем і Букером. Рейнер каже, що це план Бернем: висадити вміст човникового відсіку в космос, де «Дискавері» переправить команду на борт і виловить конструкцію. Рейнер переводить «Дискавері» в стан тривоги та наказує екіпажу зняти маскування, взяти курс на відсік шаттлів Брінів і почати стріляти всім, що в них є.
«Дискавері» відкриває вогонь за допомогою фазерів і фотонних торпед, а дредноут стріляє у відповідь. Відсік шаттла Брінів хитається під натиском, що дає Бернем та Букеру шанс подолати охоронців і втекти. Коли «Дискавері» потрясла зброя Брінів, Галло повідомляє — вони втратили торпедний відсік № 7, Рейнер наказує продовжувати стріляти. Наразі з ними все гаразд, але корабель не може витримати більше прямих ударів. Якщо вони літатимуть на повній потужності імпульсу з модулюючими щитами, зосередженими на дефлекторній тарілці, «Discovery» зможе пробити поле стримування та зберегти структурну цілісність.
Бернем і Букер ховаються за вантажним контейнером, коли Аша повідомляє, що «Дискавері» залишилося 90 секунд до зіткнення. Майкл заявляє — вони спробують протриматися скільки треба. Рейнер наказує Джемісону схопити конструкцію за допомогою притягуючого променя, щойно її винесе в космос. Адіра скидає щити дредноута, вмикаючи сигналізацію та привертаючи увагу екіпажу містка. Ріс атакує брінських солдатів, а Адіра ненадовго підстрибує, щоб спробувати допомогти, утримуючи їх достатньо довго.
У відсіку для човників Молл і Арісар спостерігають, як «Дискавері» летить прямо на них, розбиваючи захисний щит. Вони розуміють, що «Дискавері» йде на таран, щоб вони могли відправити конструкцію в космос. Молл вирішує увійти в будівлю. Побачивши, що робить Молл, Бернем кидається зупинити її, наказуючи Букеру прикрити. Букер стріляє в Арісара, вбиваючи його та звільняючи шлях для Бернем, яка прибуває надто пізно — Молл увійшла до порталу. Поділившись останнім поглядом з Букером, Бернем стрибає через портал слідом за Молл.
«Дискавері» таранить поле стримування та відкриває вогонь по відсіку човника. Відсік знищено серією потужних вибухів, які серйозно пошкодили дредноут. Коли Букера телепортують, конструкція падає в космос до чорних дір, вибухаючи та звільняючи портал, що міститься в ній. Букер каже Рейнеру, що Бернем увійшла у портал, але Джемісон не може зафіксувати за допомогою притягуючого променя, оскільки рухається надто швидко та забагато сміття. Рейнер наказує Аші наблизити корабель а Тіллі — сканувати портал. Але Тіллі не може знайти капітана. Однак Букер впевнений, що Бернем ще жива. Рейнер заявляє екіпажу, що їх капітан і технологія Прародителів знаходяться всередині порталу. Рейнер вперше займає крісло капітана, готовий очолити «Discovery» у порятунку їхнього капітана та отримати нарешті технологію Прародителів.
Невдача — не варіант

## Сприйняття та відгуки
Станом на березень 2025 року на сайті «IMDb» серія отримала 6.5 бала підтримки з можливих 10 при 1237 голосах користувачів.
В огляді для «Den of Geek» Лейсі Богер відзначила: «Незважаючи на те, що „Точка Лагранжа“ — це швидкий і насичений діями час, він також значною мірою налаштований на фінал наступного тижня, і не відповідає на жодне з нас питань щодо більшості історій цього сезону. Це не зовсім нова проблема для „Discovery“ — серіал, який довгий час боровся з темпом. Але раптом усе виглядає незручно поспішним.»
Для «Реактора» Кейт ДеКандідо зазначено: «На перший погляд, план „Дискавері“ здається непоганим — проникнути на дредноут Брінів, замаскуватися під них та викрасти потрібну річ. Перевага спроби вкрасти щось у Брінів полягає в тому, що вам має бути легко замаскувати себе під одного з них. За винятком однієї проблеми: Бріни мають бути (а) неймовірно просунутими та (б) абсолютно загадковими. Як „Дискавері“ може ідеально відтворити костюм Брінів настільки, щоб справжній Брін не міг відрізнити його? Як вони можуть раптом перекласти мову Брінів? І як усі вони можуть спілкуватися один з одним, чому Бріни, які мають володіти кращими технологіями, не знають, що вони це роблять?»
В огляді «Screen Rant» зазначалося: «Кінець 5 сезону „Дискавері“, „Точка Лагранжа“, розгортає останню битву з Імперією Брінів на військовому та дипломатичному фронтах. Кульмінаційний момент ставить командира Рейнера і посла Сару у змагання з часом, щоб врятувати капітана Майкл Бернем та захистити скарби Прародителів. Отримавши назву від гравітаційного явища, яке має наслідки для кульмінації епізоду, „Точка Лагранжа“ є захоплюючим фільмом про пограбування, у якому Бернем і команда проникають на корабель Імперії Брінів.»

## Знімались
| Актор                     | Роль           |
| ------------------------- | -------------- |
| Сонеква Мартін-Грін       | Майкл Бернем   |
| Даг Джонс                 | Сару           |
| Ентоні Репп               | Пол Стамец     |
| Мері Вайзман              | Сільвія Тіллі  |
| Вілсон Круз               | Гаг Калбер     |
| Блу дель Барріо           | Адіра          |
| Каллум Кіт Ренні          | Рейнер         |
| Девід Аджала              | Клівленд Букер |
| Чела Горсдал              | Лара Ріллак    |
| Аннабель Волліс           | Зора           |
| Тара Рослінг              | Т'Ріна         |
| Ів Гарлов                 | Молл           |
| Патрік Квок-Чун           | Ріс            |
| Орвілл Каммінгс           | Крістофер      |
| Девід Бенджамін Томлінсон | Лінус          |
| Крістіна Діксон           | Аша            |
| Вікторія Саваль           | Ная            |
| Наталі Ліконті            | Галло          |